# Genolier
Genolier je obec na jihozápadě Švýcarska v okrese Nyon v kantonu Vaud. Žije zde přibližně 1 900 obyvatel.

## Geografie
Genolier leží v nadmořské výšce 547 m, vzdušnou čarou 6 km severně od okresního města Nyon. Obec se rozkládá na dolním jižním svahu Jury, západně od potoka Ruisseau d’Oujon, v panoramatické poloze asi 170 metrů nad hladinou Ženevského jezera.
Území obce o rozloze 4,8 km² pokrývá část dolního jižního svahu Jury. Území obce se rozkládá od úpatí Jury na sever až k lesní oblasti Côtes de Genolier. Nejvyššího bodu Genolier se dosahuje pod Arzierem ve výšce 660 m n. m. Území odvodňují potoky Ruisseau d’Oujon a Ruisseau de Montant, které jsou podle svého soutoku pojmenovány Ruisseau de Cordex. Na východě zasahuje území obce do pohoří Bois de Chênes a na okraj údolí tvořeného řekou Serine. Lesní oblast Bois de Chênes (1,27 km²) s bažinatými dutinami obec v roce 1961 pronajala kantonu Vaud, který zde zřídil přírodní rezervaci sloužící i k výzkumným účelům (tato část lesa není přístupná veřejnosti). V roce 1997 bylo 17 % rozlohy obce pokryto zastavěnou plochou, 33 % lesy a lesními porosty, 49 % zemědělstvím a necelé 1 % neproduktivní půdou.
Genolier zahrnuje vesničku La Caisserie (566 m n. m.) na řece Ruisseau de Montant, několik velkých čtvrtí rodinných domů a několik samostatných farem. Sousedními obcemi Genolier jsou Givrins, Arzier-Le Muids, Vich a Coinsins.

## Historie
Nálezy pozůstatků slévárny z doby římské a pohřebiště z vrcholného středověku svědčí o raném osídlení území obce. První písemná zmínka o obci pochází z roku 1110 pod názvem Genolliacum, později se objevují názvy Genollei (1162), Genollie a Genollier (1867). V roce 1184 bylo v Genolier založeno malé převorství, které se však kvůli blízkosti cisterciáckého opatství v Bonmontu a charty v Oujonu (u Arzier) nemohlo nikdy pořádně rozvinout. Vesnice patřila zčásti pánům z Mont a zčásti pánům z Prangins; nakonec se v roce 1528 dostala pod správu Prangins.
Po dobytí Vaudu Bernem v roce 1536 přešel Genolier pod správu panství Nyon. Po pádu Staré konfederace patřila obec v letech 1798–1803 v období helvétského soustátí ke kantonu Léman, který byl poté po vstupu v platnost Ústavy o zprostředkování sloučen s kantonem Vaud. V roce 1798 byla přiřazena k okresu Nyon.

## Obyvatelstvo
| Rok            | 1764 | 1850 | 1900 | 1910 | 1930 | 1950 | 1960 | 1970 | 1980 | 1990 | 2000 |
| Počet obyvatel | 247  | 315  | 366  | 352  | 294  | 275  | 286  | 387  | 945  | 1316 | 1494 |

Z celkového počtu obyvatel je 72,0 % francouzsky mluvících, 12,6 % německy mluvících a 9,7 % anglicky mluvících (stav v roce 2000). V roce 1850 žilo v Genolier celkem 315 obyvatel a v roce 1900 366 obyvatel. Po roce 1970 (387 obyvatel) začal počet obyvatel rychle růst a během 30 let se zčtyřnásobil.

## Hospodářství
Až do 20. století byla obec Genolier charakteristická především zemědělstvím. Od konce středověku se zde provozovaly mlýny využívající vodní sílu dvou potoků protékajících Genolierem. V 17. století byla postavena zbrojovka, v 19. století továrna na olej a na bedny. Dnes se zemědělství soustřeďuje na ornou půdu na úpatí Jury a na jižním svahu pohoří Clos de Barin se nachází také malá vinařská oblast. Pracovní místa jsou také v průmyslu a ve službách. Od roku 1974 sídlí v Genolier soukromá klinika Genolier Clinique, která se specializuje na akutní medicínu, zejména onkologii a ortopedii. V posledních desetiletích se obec díky své atraktivní poloze rozvinula v rezidenční obec. Mnoho pracujících dojíždí za prací především do Nyonu a Ženevy.

## Doprava

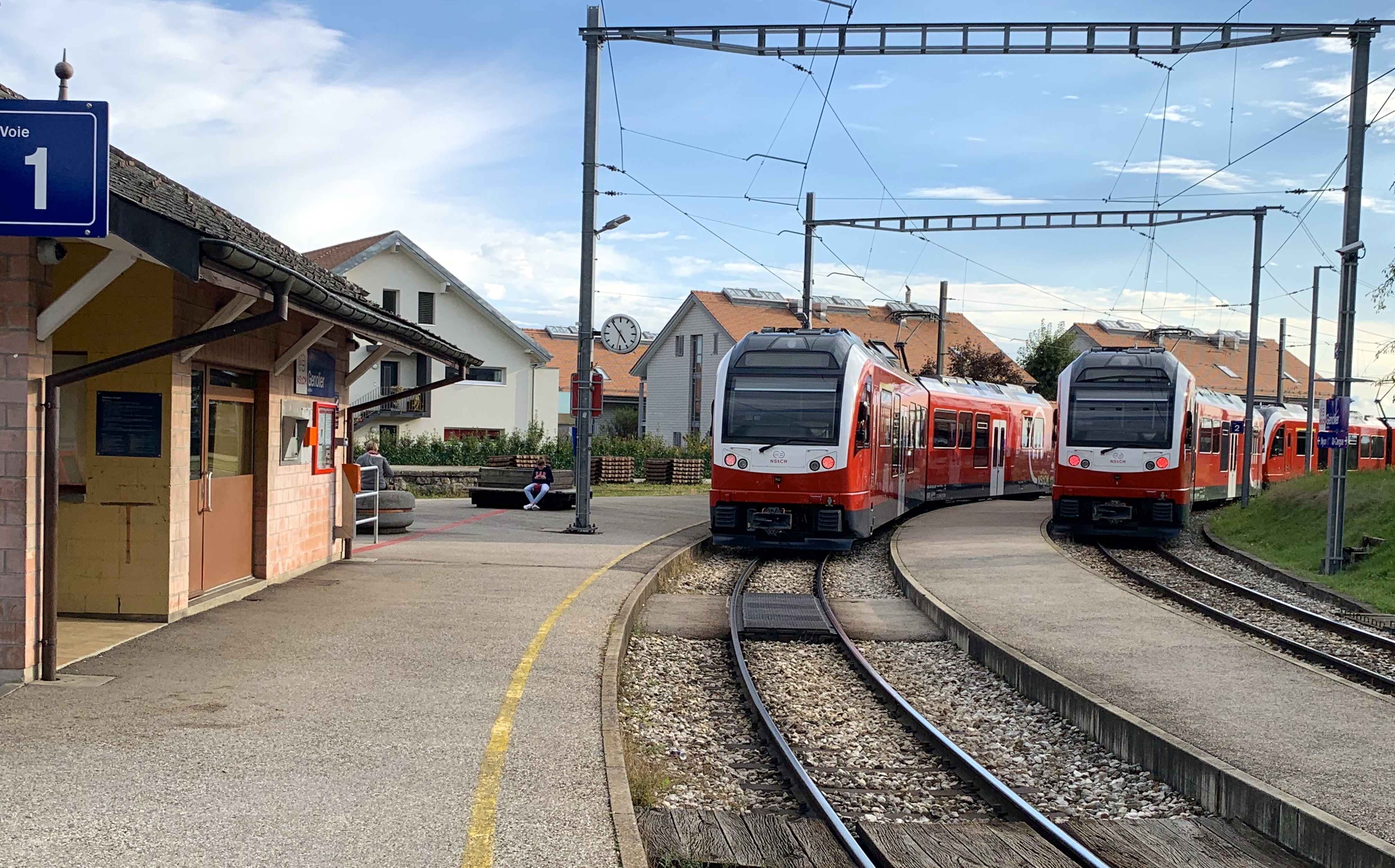
Vlaky ve stanici Genolier

Přestože se obec nachází mimo hlavní dopravní tepny, má dobré dopravní spojení. Dálniční křižovatky Nyon a Gland na dálnici A1 (Ženeva–Lausanne) jsou od obce vzdáleny asi 5 km. Železniční trať z Nyonu do Saint-Cergue byla zprovozněna 12. července 1916. Zastávky se nacházejí v Genolier, ve čtvrti Châtel a u kliniky v La Joy.

## Osobnosti
V roce 2004 zemřel ve věku 82 let herec Peter Ustinov. V roce 1994 zemřel v Genolieru také vědecký teoretik Paul Karl Feyerabend a v roce 2019 herečka Marie Laforêtová. V roce 2018 se do Genolieru přestěhovala zpěvačka švédské popové skupiny ABBA Anni-Frid Lyngstadová, která několik let žila v Zermattu.